# An Yuexi
An Yuexi (chinês: 安悦溪, pinyin: Ān yuè xī) é uma atriz chinesa nascida em 10 de junho de 1989, em Weifang, China. Ficou conhecida por seu papel coadjuvante como Shao Xin, na série Amor Eterno, de 2017.

## Biografia

### Primeiros Anos
An Yuexi cursou a Academia de Dança de Pequim, graduando-se em teatro musical.

## Carreira
Em 2017, An interpretou o espírito de cobra Shao Xin, em Amor Eterno, que se apaixona pelo noivo de Bai Qian (Yang Mi), quem lhe acolhera. A personagem foi bem recebida pelo público, acarretando no reconhecimento da atriz.

## Filmografia

### Séries Televisivas
| Ano  | Título                              | Papel                                                 | Notas       |
| ---- | ----------------------------------- | ----------------------------------------------------- | ----------- |
| 2016 | Garota Furacão 2                    | Qi Baicao                                             | [ 3 ]       |
| 2017 | Amor Eterno                         | Shao Xin                                              | [ 2 ] [ 4 ] |
| 2017 | Rakshasa Street                     | Xia Ling                                              | [ 5 ]       |
| 2018 | Concedendo a Você uma Vida de Sonho | Lin Ruomeng / Duan Tianying / Lin Jingyun / Xia An'ni | [ 6 ]       |
| 2019 | Standing in the Time                | Lin Xia                                               | [ 7 ]       |
| 2020 | The Legend of Taotie                | Zhu Chengbi                                           | [ 8 ]       |
| 2021 | 在希望的田野上                      | Bian Xiaoyue                                          | [ 9 ]       |